# 鴻島 (統営市)
鴻島（ホンド、朝: 홍도）は、朝鮮海峡にある大韓民国の無人島。行政上は慶尚南道統営市に属する。

## 概要
鴻島は日本海と東シナ海に接続しており、統営から南東に50 km、巨済島から南に21 km離れている。47 kmの東には日本の対馬がある。
島の面積は98,380 m2で、島の南部には115 mの最高標高地点があり、45°以上の急勾配の岸壁がそびえる。

## 歴史
大韓帝国時代末期の1906年3月に灯台が設けられ、韓国で3番目に古い歴史を持つ近代灯台となった。
第二次世界大戦以前の構想である朝鮮海峡トンネル（大東亜縦貫鉄道）では、鴻島に作業坑を設け、島の地下を経由して対馬と馬山を接続することが計画された。
日本海軍は1個中隊の兵力をこの島に駐留させて砲陣地を構築し、大戦中は軍事標的となり、灯台は連合国軍の爆撃で破壊された。今日でも島の各所で砲陣地を構築した痕跡を見つけることができるという。
灯台は1954年11月に復旧され、1996年10月に無人化された。

## ウミネコの繁殖地
鴻島はウミネコの繁殖に適した条件を揃えており、毎年4月になると数万のウミネコが産卵のために飛来する。島全体が大韓民国指定天然記念物第355号に指定されている。

## 植物相
島に分布するヒゲスゲは、鳥の営巣に用いられている。ツバキ・オプンティア属のサボテン（Opuntia ficus-indica）・ザゼンソウ・タンポポが自生している。
また、近年は地球温暖化の影響と見られるマルバツユクサの生息が確認されている。